# Mars 1827

## Événements
- 7 mars : combat de Carmen de Patagones entre les flottes du Brésil et de l'Argentine.

- 16 mars : Freedom's Journal, première publication noire aux États-Unis.

## Naissances
- 2 mars : Pierre-Paul Cavaillé, peintre français († 25 juin 1877).
- 7 mars : John Hall Gladstone (mort en 1902), chimiste britannique.
- 11 mars : Édouard Piette (mort en 1906), archéologue et préhistorien français.
- 21 mars : Andrew Leith Adams (mort en 1882), médecin, naturaliste et géologue britannique.

## Décès
- 5 mars :
  - Alessandro Volta, inventeur de la première pile électrique (° 18 février 1745).
  - Pierre-Simon de Laplace, mathématicien, astronome et physicien (° 23 mars 1749).
- 26 mars : Ludwig van Beethoven, compositeur allemand à Vienne, Autriche, à l'âge de 56 ans et trois mois (° 17 décembre 1770).